# Мокиевский, Валентин Николаевич
Валенти́н Никола́евич Мокие́вский (30 декабря 1950 — 28 июня 1994, Нарва) — эстонский и советский художник-карикатурист.

## Биография
Валентин Мокиевский родился в Эстонии. Окончил Ленинградский финансово-экономический институт. До того, как увлечься карикатурой, работал начальником финансовой части, снабженцем, учителем труда, экономистом, художником-оформителем на «Кренгольмской мануфактуре».
За недолгий период активного творчества (1988—1994) Мокиевский создал более тысячи оригинальных рисунков, освещавших всевозможные стороны жизни того времени.
Его первые рисунки появились в эстонском юмористическом журнале “Pikker”.
Активно печатался в газетах «Комсомольская правда», «Известия», «Советская Эстония», «Молодёжь Эстонии», в журналах «Новое время», “Pikker”, «Крокодил» и др. Его карикатуры выставлялись и публиковались в Эстонии, России, Финляндии, Болгарии, Франции, США, Бельгии, Болгарии, Италии, Югославии, Литве, Голландии, Корее и Японии.
Скоропостижно скончался 28 июня 1994 года в своей мастерской в Нарве. Похоронен на кладбище Рийгикюла в Нарва-Йыэсуу.

## Награды
В 1988 году был награждён Почётным дипломом Первого Всесоюзного конкурса карикатур в Москве.
В 1989 получил Почётный диплом «За самый хороший рисунок» на Всесоюзном конкурсе, организованном Международной ассоциацией клуба «Что? Где? Когда?».
В ежегодном конкурсе карикатур газеты «Комсомольская правда» с 1989 по 1992 год постоянно удостаивался первого места.
В 1991 году получил медаль Международного конкурса в Японии (Токио).
В том же году удостоен первого места на международном конкурсе “Pidu” («Праздник»), организованный эстонской газетой «Pärnu Postimees».
В том же году — первое место на конкурсе карикатуристов Эстонии, присуждённое президентом Международной ассоциации профессиональных бюрократов Джеймсом Бореном.
В 1992 году — третье место на международном конкурсе в Корее (Сеул).
В 1993 году — третье место на международном конкурсе в Болгарии (Габрово). В том же году получил Почётный диплом еженедельника «Собеседник» «За самый мрачный взгляд на жизнь».
В 1996 году был издан сборник  “V. Mokijevski karikatuurid. Карикатуры. Cartoons” (Нарва, издательство Sata).

## Семья
- Жена — Мокиевская Валентина Николаевна.
- Сын — Мокиевский Андрей Валентинович, художник, карикатурист[10]. С 1 сентября 2019 года — главный редактор еженедельника «МК-Эстония»[11].